# NHL 2017/2018
Sezóna 2017/18 je 101. sezónou v historii severoamerické a světově nejprestižnější hokejové ligy světa National Hockey League (zkratka NHL). Před touto sezónou se liga rozrostla o svůj 31. členský tým Vegas Golden Knights, datum startu sezóny bylo stanoveno na 4. října 2017 a konec základní části na 8. dubna 2018.

## Ligové zvraty

### Rozšíření
22. června 2016 vedení NHL potvrdilo povolení obchodní společnosti vedené Billem Foleyem k expanzi ligy o 31. tým, tentokrát z Las Vegas. Tento tým byl pojmenován Vegas Golden Knights a byl zařazen do Pacifické divize v Západní konferenci.

### Zákaz startu hráčů NHL na Olympijských hrách
3. dubna 2017 vedení NHL oznámilo, že se po pěti Olympijských hrách, ve kterých směli nastoupit i hráči NHL, se její hráči her v Pchjongčchangu nezúčastní. Omezení se týká všech hráčů pod smlouvami v klubech NHL a to včetně těch, kteří hrají ve farmářských klubech. Ale nikoliv těch, kteří mají jednocestnou smlouvu s farmářskými kluby, a těch, kteří podepsali vstupní kontrakt s kluby NHL, ale hrají v juniorských ligách. Několik hráčů přesto slíbilo svoji účast za svou zemi. Mezi nimi Alexandr Ovečkin (ten to později odvolal) a Jevgenij Malkin. Někteří hráči, kteří neměli podepsané smlouvy a neměli velkou šanci hrát v týmu NHL důležitější roli, podepsali smlouvu raději v nižší lize, aby mohli na Olympijských hrách nastoupit. Mezi nimi byli Jarome Iginla (kvůli zranění na hrách nenastoupí) anebo Brian Gionta.

### Platový strop (tzv. Cap Hit)
Platový strop byl podle oznámení NHLPA pro sezónu 2017/18 ustanoven na 75 miliónů amerických dolarů na tým.

### Změna pravidel
Řada guvernérů NHL přijala před touto sezonou některá nová pravidla:
- Omezení zdržování trenérů – Nové pravidlo bylo zavedeno po sérii zbytečných výzev trenérů k přezkoumání „postavení mimo hru“. Toto právo se brzy stalo velkým zdržovacím manévrem v rukou trenérů, kteří chtěli po rozhodčích přehodnotit každý centimetr přešlapu. Nyní je tak nově zavedena dvouminutová penalizace za to, že se podezření trenérů neprokáže.

- Žádný čas po zakázaném uvolnění – Dříve byl po zakázaném uvolnění a jeho odpískání poskytnut čas 30 sekund, než bylo vhazováno. Trenéři toho zneužívali ke stažení týmu na lavičku a k jeho oddychu. Nyní se bude rozehrávat okamžitě.

### Mediální práva
Tato sezóna je sedmou z deseti smluvních sezón, ve kterých televizní práva v USA zajišťuje NBC Sports, a čtvrtá z dvanácti let zajišťujících v Kanadě práva Sportsnet a TVA Sports. Společnost CBC navíc vysílá Hockey Night in Canada, jejíž smlouva na tento pořad vyprší po této sezóně. V České republice vysílá zápasy NHL Nova Sport, Nova Sport 2 a Nova Action.

## Základní část

### Tabulky
| Vysvětlivky                                                                |
| -------------------------------------------------------------------------- |
| Celkový vítěz základní části (zisk Presidents' Trophy) a postup do playoff |
| Tým skončil na prvním místě v konferenci a postoupil do playoff            |
| Tým skončil na prvním místě v divizi a postoupil do playoff                |
| Ostatní týmy přímo postupující do playoff                                  |
| Postupující do playoff na divokou kartu                                    |
| Vyřazené týmy na divokou kartu                                             |
| Ostatní vyřazené týmy                                                      |

Poznámka: Na divokou kartu postoupí z každé konference dva nejlepší týmy ze čtyř na 4. a 5. místě.

#### Východní konference
| Atlantická divize |                     |    |    |    |    |    |         |     |
| Poz.              | Tým                 | Z  | V  | VP | PP | P  | SCO     | B   |
| 1.                | Tampa Bay Lightning | 82 | 42 | 12 | 5  | 23 | 296:236 | 113 |
| 2.                | Boston Bruins       | 82 | 41 | 9  | 12 | 20 | 270:214 | 112 |
| 3.                | Toronto Maple Leafs | 82 | 37 | 12 | 7  | 26 | 277:232 | 105 |
| 4.                | Florida Panthers    | 82 | 38 | 6  | 8  | 30 | 248:246 | 96  |
| 5.                | Detroit Red Wings   | 82 | 22 | 7  | 14 | 38 | 217:255 | 73  |
| 6.                | Montreal Canadiens  | 82 | 24 | 5  | 13 | 40 | 209:264 | 71  |
| 7.                | Ottawa Senators     | 82 | 18 | 11 | 11 | 43 | 221:291 | 67  |
| 8.                | Buffalo Sabres      | 82 | 18 | 7  | 12 | 45 | 199:280 | 62  |

| Metropolitní divize |                       |    |    |    |    |    |         |     |
| Poz.                | Tým                   | Z  | V  | VP | PP | P  | SCO     | B   |
| 1.                  | Washington Capitals   | 82 | 38 | 11 | 7  | 26 | 259:239 | 105 |
| 2.                  | Pittsburgh Penguins   | 82 | 33 | 14 | 6  | 29 | 272:250 | 100 |
| 3.                  | Philadelphia Flyers   | 82 | 31 | 11 | 14 | 26 | 251:243 | 98  |
| 4.                  | Columbus Blue Jackets | 82 | 30 | 15 | 7  | 30 | 242:230 | 97  |
| 5.                  | New Jersey Devils     | 82 | 33 | 11 | 9  | 29 | 248:244 | 97  |
| 6.                  | Carolina Hurricanes   | 82 | 30 | 6  | 11 | 35 | 228:256 | 83  |
| 7.                  | New York Islanders    | 82 | 25 | 10 | 10 | 37 | 264:296 | 80  |
| 8.                  | New York Rangers      | 82 | 24 | 10 | 8  | 39 | 231:268 | 77  |

#### Západní konference
| Centrální divize |                     |    |    |    |    |    |         |     |
| Poz.             | Tým                 | Z  | V  | VP | PP | P  | SCO     | B   |
| 1.               | Nashville Predators | 82 | 42 | 11 | 11 | 18 | 267:211 | 117 |
| 2.               | Winnipeg Jets       | 82 | 43 | 9  | 10 | 20 | 278:219 | 114 |
| 3.               | Minnesota Wild      | 82 | 38 | 7  | 11 | 26 | 253:232 | 101 |
| 4.               | Colorado Avalanche  | 82 | 35 | 8  | 9  | 30 | 257:237 | 95  |
| 5.               | St. Louis Blues     | 82 | 33 | 11 | 6  | 32 | 226:222 | 94  |
| 6.               | Dallas Stars        | 82 | 33 | 9  | 8  | 32 | 235:225 | 92  |
| 7.               | Chicago Blackhawks  | 82 | 26 | 7  | 10 | 39 | 229:256 | 76  |

| Pacifická divize |                      |    |    |    |    |    |         |     |
| Poz.             | Tým                  | Z  | V  | VP | PP | P  | SCO     | B   |
| 1.               | Vegas Golden Knights | 82 | 39 | 12 | 7  | 24 | 272:228 | 109 |
| 2.               | Anaheim Ducks        | 82 | 35 | 9  | 13 | 25 | 235:216 | 101 |
| 3.               | San Jose Sharks      | 82 | 35 | 10 | 10 | 27 | 252:229 | 100 |
| 4.               | Los Angeles Kings    | 82 | 34 | 11 | 9  | 29 | 239:203 | 98  |
| 5.               | Calgary Flames       | 82 | 28 | 9  | 10 | 35 | 219:249 | 84  |
| 6.               | Edmonton Oilers      | 82 | 24 | 12 | 6  | 40 | 234:263 | 78  |
| 7.               | Vancouver Canucks    | 82 | 25 | 6  | 11 | 40 | 218:264 | 73  |
| 8.               | Arizona Coyotes      | 82 | 20 | 9  | 12 | 41 | 208:256 | 70  |

## Playoff
Všechny série play-off se hrají na čtyři vítězná utkání. První zápasy byly odehrány v noci z 13. na 14. dubna 2017 středoevropského letního času (SELČ). Jméno vyše nasazeného týmu uvedeno v horním řádku soupeřící dvojice.
|  | Čtvrtfinále konference | Čtvrtfinále konference | Čtvrtfinále konference |   |                      | Semifinále konference | Semifinále konference | Semifinále konference |  |    | Finále konference   | Finále konference | Finále konference |  |    | Finále Stanley Cupu | Finále Stanley Cupu | Finále Stanley Cupu |
|  |                        |                        |                        |   |                      |                       |                       |                       |  |    |                     |                   |                   |  |    |                     |                     |                     |
|  | A1                     | Tampa Bay Lightning    | 4                      |   |                      |                       |                       |                       |  |    |                     |                   |                   |  |    |                     |                     |                     |
|  | WC                     | New Jersey Devils      | 1                      |   |                      |                       |                       |                       |  |    |                     |                   |                   |  |    |                     |                     |                     |
|  | WC                     | New Jersey Devils      | 1                      |   | A1                   | Tampa Bay Lightning   | 4                     |                       |  |    |                     |                   |                   |  |    |                     |                     |                     |
|  |                        |                        |                        |   | A1                   | Tampa Bay Lightning   | 4                     |                       |  |    |                     |                   |                   |  |    |                     |                     |                     |
|  |                        | A2                     | Boston Bruins          | 1 |                      |                       |                       |                       |  |    |                     |                   |                   |  |    |                     |                     |                     |
|  | A2                     | A2                     | Boston Bruins          | 1 | Boston Bruins        | 4                     |                       |                       |  |    |                     |                   |                   |  |    |                     |                     |                     |
|  | A2                     |                        |                        |   | Boston Bruins        | 4                     |                       |                       |  |    |                     |                   |                   |  |    |                     |                     |                     |
|  | A3                     | Toronto Maple Leafs    | 3                      |   |                      |                       |                       |                       |  |    |                     |                   |                   |  |    |                     |                     |                     |
|  | A3                     | Toronto Maple Leafs    | 3                      |   |                      |                       |                       |                       |  | A1 | Tampa Bay Lightning | 3                 |                   |  |    |                     |                     |                     |
|  | Východní konference    |                        |                        |   |                      |                       |                       |                       |  | A1 | Tampa Bay Lightning | 3                 |                   |  |    |                     |                     |                     |
|  |                        | M1                     | Washington Capitals    | 4 |                      |                       |                       |                       |  |    |                     |                   |                   |  |    |                     |                     |                     |
|  | M1                     | M1                     | Washington Capitals    | 4 | Washington Capitals  | 4                     |                       |                       |  |    |                     |                   |                   |  |    |                     |                     |                     |
|  | M1                     |                        |                        |   | Washington Capitals  | 4                     |                       |                       |  |    |                     |                   |                   |  |    |                     |                     |                     |
|  | WC                     | Columbus Blue Jackets  | 2                      |   |                      |                       |                       |                       |  |    |                     |                   |                   |  |    |                     |                     |                     |
|  | WC                     | Columbus Blue Jackets  | 2                      |   | M1                   | Washington Capitals   | 4                     |                       |  |    |                     |                   |                   |  |    |                     |                     |                     |
|  |                        |                        |                        |   | M1                   | Washington Capitals   | 4                     |                       |  |    |                     |                   |                   |  |    |                     |                     |                     |
|  |                        | M2                     | Pittsburgh Penguins    | 2 |                      |                       |                       |                       |  |    |                     |                   |                   |  |    |                     |                     |                     |
|  | M2                     | M2                     | Pittsburgh Penguins    | 2 | Pittsburgh Penguins  | 4                     |                       |                       |  |    |                     |                   |                   |  |    |                     |                     |                     |
|  | M2                     |                        |                        |   | Pittsburgh Penguins  | 4                     |                       |                       |  |    |                     |                   |                   |  |    |                     |                     |                     |
|  | M3                     | Philadelphia Flyers    | 2                      |   |                      |                       |                       |                       |  |    |                     |                   |                   |  |    |                     |                     |                     |
|  | M3                     | Philadelphia Flyers    | 2                      |   |                      |                       |                       |                       |  |    |                     |                   |                   |  | M1 | Washington Capitals | 4                   |                     |
|  |                        |                        |                        |   |                      |                       |                       |                       |  |    |                     |                   |                   |  | M1 | Washington Capitals | 4                   |                     |
|  |                        | P1                     | Vegas Golden Knights   | 1 |                      |                       |                       |                       |  |    |                     |                   |                   |  |    |                     |                     |                     |
|  | C1                     | P1                     | Vegas Golden Knights   | 1 | Nashville Predators  | 4                     |                       |                       |  |    |                     |                   |                   |  |    |                     |                     |                     |
|  | C1                     |                        |                        |   | Nashville Predators  | 4                     |                       |                       |  |    |                     |                   |                   |  |    |                     |                     |                     |
|  | WC                     | Colorado Avalanche     | 2                      |   |                      |                       |                       |                       |  |    |                     |                   |                   |  |    |                     |                     |                     |
|  | WC                     | Colorado Avalanche     | 2                      |   | C1                   | Nashville Predators   | 3                     |                       |  |    |                     |                   |                   |  |    |                     |                     |                     |
|  |                        |                        |                        |   | C1                   | Nashville Predators   | 3                     |                       |  |    |                     |                   |                   |  |    |                     |                     |                     |
|  |                        | C2                     | Winnipeg Jets          | 4 |                      |                       |                       |                       |  |    |                     |                   |                   |  |    |                     |                     |                     |
|  | C2                     | C2                     | Winnipeg Jets          | 4 | Winnipeg Jets        | 4                     |                       |                       |  |    |                     |                   |                   |  |    |                     |                     |                     |
|  | C2                     |                        |                        |   | Winnipeg Jets        | 4                     |                       |                       |  |    |                     |                   |                   |  |    |                     |                     |                     |
|  | C3                     | Minnesota Wild         | 1                      |   |                      |                       |                       |                       |  |    |                     |                   |                   |  |    |                     |                     |                     |
|  | C3                     | Minnesota Wild         | 1                      |   |                      |                       |                       |                       |  | C2 | Winnipeg Jets       | 1                 |                   |  |    |                     |                     |                     |
|  | Západní konference     |                        |                        |   |                      |                       |                       |                       |  | C2 | Winnipeg Jets       | 1                 |                   |  |    |                     |                     |                     |
|  |                        | P1                     | Vegas Golden Knights   | 4 |                      |                       |                       |                       |  |    |                     |                   |                   |  |    |                     |                     |                     |
|  | P1                     | P1                     | Vegas Golden Knights   | 4 | Vegas Golden Knights | 4                     |                       |                       |  |    |                     |                   |                   |  |    |                     |                     |                     |
|  | P1                     |                        |                        |   | Vegas Golden Knights | 4                     |                       |                       |  |    |                     |                   |                   |  |    |                     |                     |                     |
|  | WC                     | Los Angeles Kings      | 0                      |   |                      |                       |                       |                       |  |    |                     |                   |                   |  |    |                     |                     |                     |
|  | WC                     | Los Angeles Kings      | 0                      |   | P1                   | Vegas Golden Knights  | 4                     |                       |  |    |                     |                   |                   |  |    |                     |                     |                     |
|  |                        |                        |                        |   | P1                   | Vegas Golden Knights  | 4                     |                       |  |    |                     |                   |                   |  |    |                     |                     |                     |
|  |                        | P3                     | San Jose Sharks        | 2 |                      |                       |                       |                       |  |    |                     |                   |                   |  |    |                     |                     |                     |
|  | P2                     | P3                     | San Jose Sharks        | 2 | Anaheim Ducks        | 0                     |                       |                       |  |    |                     |                   |                   |  |    |                     |                     |                     |
|  | P2                     |                        |                        |   | Anaheim Ducks        | 0                     |                       |                       |  |    |                     |                   |                   |  |    |                     |                     |                     |
|  | P3                     | San Jose Sharks        | 4                      |   |                      |                       |                       |                       |  |    |                     |                   |                   |  |    |                     |                     |                     |

## Východní konference

### Čtvrtfinále

#### Tampa Bay Lightning (A1) - New Jersey Devils (WC)
| Utkání | Domácí              | Výsledek | Hosté               | Třetiny         | Zpráva |
| ------ | ------------------- | -------- | ------------------- | --------------- | ------ |
| 1.     | Tampa Bay Lightning | 5:2      | New Jersey Devils   | (2:0, 1:1, 2:1) | Zde    |
| 2.     | Tampa Bay Lightning | 5:3      | New Jersey Devils   | (1:1, 4:1, 0:1) | Zde    |
| 3.     | New Jersey Devils   | 5:2      | Tampa Bay Lightning | (0:0, 1:1, 4:1) | Zde    |
| 4.     | New Jersey Devils   | 1:3      | Tampa Bay Lightning | (1:2, 0:0, 0:1) | Zde    |
| 5.     | Tampa Bay Lightning | 3:1      | New Jersey Devils   | (1:0, 0:0, 2:1) | Zde    |

Do semifinále play off postoupil tým Tampa Bay Lightning , když zvítězil 4:1 na zápasy.

#### Boston Bruins (A2) - Toronto Maple Leafs (A3)
| Utkání | Domácí              | Výsledek | Hosté               | Třetiny         | Zpráva |
| ------ | ------------------- | -------- | ------------------- | --------------- | ------ |
| 1.     | Boston Bruins       | 5:1      | Toronto Maple Leafs | (1:1, 2:0, 2:0) | Zde    |
| 2.     | Boston Bruins       | 7:3      | Toronto Maple Leafs | (4:0, 1:2, 2:1) | Zde    |
| 3.     | Toronto Maple Leafs | 4:2      | Boston Bruins       | (1:0, 2:2, 1:0) | Zde    |
| 4.     | Toronto Maple Leafs | 1:3      | Boston Bruins       | (1:1, 0:1, 0:1) | Zde    |
| 5.     | Boston Bruins       | 3:4      | Toronto Maple Leafs | (0:2, 2:2, 1:0) | Zde    |
| 6.     | Toronto Maple Leafs | 3:1      | Boston Bruins       | (0:0, 2:1, 1:0) | Zde    |
| 7.     | Boston Bruins       | 7:4      | Toronto Maple Leafs | 3:2, 0:2, 4:0   | Zde    |

Do semifinále play off postoupil tým Boston Bruins , když zvítězil 4:3 na zápasy.

#### Washington Capitals (M1) - Columbus Blue Jackets (WC)
| Utkání | Domácí                | Výsledek | Hosté                 | Třetiny                | Zpráva |
| ------ | --------------------- | -------- | --------------------- | ---------------------- | ------ |
| 1.     | Washington Capitals   | 3:4 PP   | Columbus Blue Jackets | (2:0, 0:1 , 1:2 - 0:1) | Zde    |
| 2.     | Washington Capitals   | 4:5 PP   | Columbus Blue Jackets | (2:1, 1:3, 1:0 - 0:1)  | Zde    |
| 3.     | Columbus Blue Jackets | 2:3 PP   | Washington Capitals   | (0:0, 1:2, 1:0 - 0:1)  | Zde    |
| 4.     | Columbus Blue Jackets | 1:4      | Washington Capitals   | (0:1, 0:1, 1:2)        | Zde    |
| 5.     | Washington Capitals   | 4:3 PP   | Columbus Blue Jackets | (1:1, 2:1, 0:1 - 1:0)  | Zde    |
| 6.     | Columbus Blue Jackets | 3:6      | Washington Capitals   | (0:1, 1:2, 2:3)        | Zde    |

Do semifinále play off postoupil tým Washington Capitals , když zvítězil 4:2 na zápasy.

#### Pittsburgh Penguins (M2) - Philadelphia Flyers (M3)
| Utkání | Domácí              | Výsledek | Hosté               | Třetiny         | Zpráva |
| ------ | ------------------- | -------- | ------------------- | --------------- | ------ |
| 1.     | Pittsburgh Penguins | 7:0      | Philadelphia Flyers | (3:0, 2:0, 2:0) | Zde    |
| 2.     | Pittsburgh Penguins | 1:5      | Philadelphia Flyers | (0:1, 0:1, 1:3) | Zde    |
| 3.     | Philadelphia Flyers | 1:5      | Pittsburgh Penguins | (0:1, 1:3, 0:1) | Zde    |
| 4.     | Philadelphia Flyers | 0:5      | Pittsburgh Penguins | (0:2, 0:2, 0:1) | Zde    |
| 5.     | Pittsburgh Penguins | 2:4      | Philadelphia Flyers | (0:1, 2:1, 0:2) | Zde    |
| 6.     | Philadelphia Flyers | 5:8      | Pittsburgh Penguins | (2:2, 2:2, 1:4) | Zde    |

Do semifinále play off postoupil tým Pittsburgh Penguins , když zvítězil 4:2 na zápasy.

### Semifinále

#### Tampa Bay Lightning (A1) - Boston Bruins (A2)
| Utkání | Domácí              | Výsledek | Hosté               | Třetiny               | Zpráva |
| ------ | ------------------- | -------- | ------------------- | --------------------- | ------ |
| 1.     | Tampa Bay Lightning | 2:6      | Boston Bruins       | (0:1, 2:2, 0:3)       | Zde    |
| 2.     | Tampa Bay Lightning | 4:2      | Boston Bruins       | (1:1, 1:0, 2:1)       | Zde    |
| 3.     | Boston Bruins       | 1:4      | Tampa Bay Lightning | (1:3, 0:0, 0:1)       | Zde    |
| 4.     | Boston Bruins       | 3:4 PP   | Tampa Bay Lightning | (1:2, 1:0, 1:1 - 0:1) | Zde    |
| 5.     | Tampa Bay Lightning | 3 : 1    | Boston Bruins       | (0:1, 2:0, 1:0)       | Zde    |

Do finále konference play off postoupil tým Tampa Bay Lightning , když zvítězil 4:1 na zápasy.

#### Washington Capitals (M1) - Pittsburgh Penguins (M2)
| Utkání | Domácí              | Výsledek | Hosté               | Třetiny               | Zpráva |
| ------ | ------------------- | -------- | ------------------- | --------------------- | ------ |
| 1.     | Washington Capitals | 2:3      | Pittsburgh Penguins | (1:0, 0:0, 1:3)       | Zde    |
| 2.     | Washington Capitals | 4:1      | Pittsburgh Penguins | (2:0, 1:1, 1:0)       | Zde    |
| 3.     | Pittsburgh Penguins | 3:4      | Washington Capitals | (0:0, 3:2, 0:2)       | Zde    |
| 4.     | Pittsburgh Penguins | 3:1      | Washington Capitals | (0:0, 2:1, 1:0)       | Zde    |
| 5.     | Washington Capitals | 6:3      | Pittsburgh Penguins | (2:1, 0:2, 4:0)       | [Zde]  |
| 6.     | Pittsburgh Penguins | 1:2 PP   | Washington Capitals | (0:0, 1:1, 0:0 - 0:1) | Zde    |

Do finále konference play off postoupil tým Washington Capitals , když zvítězil 4:2 na zápasy.

### Finále konference

#### Tampa Bay Lightning (A1) - Washington Capitals (M1)
| Utkání | Domácí              | Výsledek | Hosté               | Třetiny         | Zpráva |
| ------ | ------------------- | -------- | ------------------- | --------------- | ------ |
| 1.     | Tampa Bay Lightning | 2 : 4    | Washington Capitals | (0:2, 0:2, 2:0) | Zde    |
| 2.     | Tampa Bay Lightning | 2 : 6    | Washington Capitals | (2:1, 0:3, 0:2) | Zde    |
| 3.     | Washington Capitals | 2 : 4    | Tampa Bay Lightning | (0:1, 1:3, 1:0) | Zde    |
| 4.     | Washington Capitals | 2 : 4    | Tampa Bay Lightning | (1:2, 1:0, 0:2) | Zde    |
| 5.     | Tampa Bay Lightning | 3 : 2    | Washington Capitals | (2:0, 1:1, 0:1) | Zde    |
| 6.     | Washington Capitals | 3 : 0    | Tampa Bay Lightning | (0:0, 1:0, 2:0) | Zde    |
| 7.     | Tampa Bay Lightning | 0 : 4    | Washington Capitals | (0:1, 0:2, 0:1) | Zde    |

Do finále Stanley Cupu play off postoupil tým Washington Capitals, když zvítězil 4:3 na zápasy.

## Západní konference

### Čtvrtfinále

#### Nashville Predators (C1) - Colorado Avalanche (WC)
| Utkání | Domácí              | Výsledek | Hosté               | Třetiny         | Zpráva |
| ------ | ------------------- | -------- | ------------------- | --------------- | ------ |
| 1.     | Nashville Predators | 5:2      | Colorado Avalanche  | (0:1, 2:1, 3:0) | Zde    |
| 2.     | Nashville Predators | 5:4      | Colorado Avalanche  | (0:1, 3:1, 2:2) | Zde    |
| 3.     | Colorado Avalanche  | 5:3      | Nashville Predators | (3:0, 1:1, 1:2) | Zde    |
| 4.     | Colorado Avalanche  | 2:3      | Nashville Predators | (0:1, 0:2, 2:0) | Zde    |
| 5.     | Nashville Predators | 1:3      | Colorado Avalanche  | (0:0, 0:0, 1:2) | Zde    |
| 6.     | Colorado Avalanche  | 0:5      | Nashville Predators | (0:2, 0:2, 0:1) | Zde    |

Do semifinále play off postoupil tým Nashville Predators, když zvítězil 4:2 na zápasy.

#### Winnipeg Jets (C2) - Minnesota Wild (C3)
| Utkání | Domácí         | Výsledek | Hosté          | Třetiny         | Zpráva |
| ------ | -------------- | -------- | -------------- | --------------- | ------ |
| 1.     | Winnipeg Jets  | 3:2      | Minnesota Wild | (0:0, 1:0, 2:2) | Zde    |
| 2.     | Winnipeg Jets  | 4:1      | Minnesota Wild | (0:0. 1:0, 3:1) | Zde    |
| 3.     | Minnesota Wild | 6:2      | Winnipeg Jets  | (2:1, 4:1, 0:0) | Zde    |
| 4.     | Minnesota Wild | 0:2      | Winnipeg Jets  | (0:1, 0:0, 0:1) | Zde    |
| 5.     | Winnipeg Jets  | 5:0      | Minnesota Wild | (4:0, 0:0, 1:0) | Zde    |

Do semifinále play off postoupil tým Winnipeg Jets, když zvítězil 4:1 na zápasy.

#### Vegas Golden Knights (P1) - Los Angeles Kings (WC)
| Utkání | Domácí               | Výsledek | Hosté                | Třetiny               | Zpráva |
| ------ | -------------------- | -------- | -------------------- | --------------------- | ------ |
| 1.     | Vegas Golden Knights | 1:0      | Los Angeles Kings    | (1:0, 0:0, 0:0)       | Zde    |
| 2.     | Vegas Golden Knights | 2:1 PP   | Los Angeles Kings    | (1:0, 0:1, 0:0 - 1:0) | Zde    |
| 3.     | Los Angeles Kings    | 2:3      | Vegas Golden Knights | (1:0, 0:0, 1:3)       | Zde    |
| 4.     | Los Angeles Kings    | 0:1      | Vegas Golden Knights | (0:0, 0:1, 0:0)       | Zde    |

Do semifinále play off postoupil tým Vegas Golden Knights, když zvítězil 4:0 na zápasy.

#### Anaheim Ducks (P2) - San Jose Sharks (P3)
| Utkání | Domácí          | Výsledek | Hosté           | Třetiny         | Zpráva |
| ------ | --------------- | -------- | --------------- | --------------- | ------ |
| 1.     | Anaheim Ducks   | 0:3      | San Jose Sharks | (0:0, 0:3, 0:0) | Zde    |
| 2.     | Anaheim Ducks   | 2:3      | San Jose Sharks | (1:2, 1:1, 0:0) | Zde    |
| 3.     | San Jose Sharks | 8:1      | Anaheim Ducks   | (1:0, 4:1, 3:0) | Zde    |
| 4.     | San Jose Sharks | 2:1      | Anaheim Ducks   | (1:0, 0:0, 1:1) | Zde    |

Do semifinále play off postoupil tým San Jose Sharks, když zvítězil 4:0 na zápasy.

### Semifinále

#### Nashville Predators (C1) - Winnipeg Jets (C2)
| Utkání | Domácí              | Výsledek | Hosté               | Třetiny               | Zpráva |
| ------ | ------------------- | -------- | ------------------- | --------------------- | ------ |
| 1.     | Nashville Predators | 1:4      | Winnipeg Jets       | (0:1, 0:2, 1:1)       | Zde    |
| 2.     | Nashville Predators | 5:4 PP   | Winnipeg Jets       | (1:2, 2:0, 1:2 - 1:0) | Zde    |
| 3.     | Winnipeg Jets       | 7:4      | Nashville Predators | (0:3, 4:0, 3:1)       | Zde    |
| 4.     | Winnipeg Jets       | 1:2      | Nashville Predators | (0:1, 0:1, 1:0)       | Zde    |
| 5.     | Nashville Predators | 2:6      | Winnipeg Jets       | (0:0, 2:4, 0:2)       | Zde    |
| 6.     | Winnipeg Jets       | 0:4      | Nashville Predators | (0:1, 0:1, 0:2)       | Zde    |
| 7.     | Nashville Predators | 1:5      | Winnipeg Jets       | (1:2, 0:1, 0:2)       | Zde    |

Do finále konference play off postoupil tým Winnipeg Jets, když zvítězil 4:3 na zápasy.

#### Vegas Golden Knights (P1) - San Jose Sharks (P3)
| Utkání | Domácí               | Výsledek | Hosté                | Třetiny               | Zpráva |
| ------ | -------------------- | -------- | -------------------- | --------------------- | ------ |
| 1.     | Vegas Golden Knights | 7:0      | San Jose Sharks      | (4:0, 1:0, 2:0)       | Zde    |
| 2.     | Vegas Golden Knights | 3:4 PP   | San Jose Sharks      | (1:0, 1:3, 1:0 - 0:1) | Zde    |
| 3.     | San Jose Sharks      | 3:4 PP   | Vegas Golden Knights | (0:0, 1:3, 2:0 - 0:1) | Zde    |
| 4.     | San Jose Sharks      | 4:0      | Vegas Golden Knights | (2:0, 1:0, 1:0)       | Zde    |
| 5.     | Vegas Golden Knights | 5:3      | San Jose Sharks      | (1:0, 2:0, 2:3)       | Zde    |
| 6.     | San Jose Sharks      | 0:3      | Vegas Golden Knights | (0:0, 0:2, 0:1)       | Zde    |

Do finále konference play off postoupil tým Vegas Golden Knights, když zvítězil 4:2 na zápasy.

### Finále konference

#### Vegas Golden Knights (P1) - Winnipeg Jets (C2)
| Utkání | Domácí               | Výsledek | Hosté                | Třetiny         | Zpráva |
| ------ | -------------------- | -------- | -------------------- | --------------- | ------ |
| 1.     | Winnipeg Jets        | 4 : 2    | Vegas Golden Knights | (3:1, 1:1, 0:0) | Zde    |
| 2.     | Winnipeg Jets        | 1 : 3    | Vegas Golden Knights | (0:2, 0:0, 1:1) | Zde    |
| 3.     | Vegas Golden Knights | 4 : 2    | Winnipeg Jets        | (1:0, 2:1, 1:1) | Zde    |
| 4.     | Vegas Golden Knights | 3 : 2    | Winnipeg Jets        | (1:0, 1:1, 1:1) | Zde    |
| 5.     | Winnipeg Jets        | 1 : 2    | Vegas Golden Knights | (1:1, 0:1, 0:0) | [Zde]  |

Do finále Stanley Cupu play off postoupil tým Vegas Golden Knights, když zvítězil 4:1 na zápasy.

## Finále Stanley Cupu

### Vegas Golden Knights (P1) - Washington Capitals (M1)
| Utkání | Domácí               | Výsledek | Hosté                | Třetiny         | Zpráva |
| ------ | -------------------- | -------- | -------------------- | --------------- | ------ |
| 1.     | Vegas Golden Knights | 6 : 4    | Washington Capitals  | (2:2, 1:1, 3:1) | Zde    |
| 2.     | Vegas Golden Knights | 2 : 3    | Washington Capitals  | (1:1, 1:2, 0:0) | Zde    |
| 3.     | Washington Capitals  | 3 : 1    | Vegas Golden Knights | (0:0, 2:0, 1:1) | Zde    |
| 4.     | Washington Capitals  | 6 : 2    | Vegas Golden Knights | (3:0, 1:0, 2:2) | Zde    |
| 5.     | Vegas Golden Knights | 3 : 4    | Washington Capitals  | (0:0, 3:2, 0:2) | Zde    |

Vítězem Stanley Cupu se stal tým Washington Capitals, když zvítězil 4:1 na zápasy.